# Sandy Collora
Sandy Collora, né Santo Joseph Collora le 8 août 1968 sur Long Island à Brooklyn à New York, est un réalisateur, producteur, scénariste et superviseur des effets spéciaux américain, connu pour son court-métrage indépendant Batman: Dead End.
Également chef costumier, directeur artistique, chef décorateur et directeur général, sa carrière remonte en 1989 en commençant par Leviathan de George Pan Cosmatos, dont le générique ne dévoile pas son nom.

## Biographie
Santo Joseph Collora est né sur Long Island à Brooklyn à New York où il passe plus de temps à lire des comic books et des magazines sur des jeux vidéo.
À dix-sept ans, il déménage à Los Angeles afin de poursuivre ses rêves à Hollywood.

## Carrière

### Monde des effets spéciaux
Sandy Collora se trouve aux studios de Stan Winston, en 1988, dans une équipe spécialiste de maquillage pour le film de science-fiction horrifique Leviathan de George Pan Cosmatos (1989).
Au fil des années, il devient célèbre en tant que sculpteur et chef maquilleur aux côtés d'Arnold Kopelson, Rick Baker et Rob Bottin. Il passe la décennie suivante dans la conception artistique, sculpture, storyboard et la direction artistique pour les films cinématographiques les plus importants. Il conçoit le logo pour Jurassic Park de Steven Spielberg (1993), et ses conceptions peuvent être vues dans Men in Black de Barry Sonnenfeld (1997), Dogma de Kevin Smith (1999), The Arrival de David Twohy (1993), The Crow d'Alex Proyas (1994) et Predator 2 de Stephen Hopkins (1990).

### Réalisation

Logo du poster Batman: Dead End.

Il fait ses débuts de réalisation de court-métrage Solomon Bernstein's Bathroom en 1999 avant qu'il ne réalise et présente en 2003, son fameux Batman: Dead End au San Diego Comic Con où il rencontre un certain succès.
Après la fausse bande annonce World's Finest reprenant l'histoire de Superman/Batman en 2004, il tourne son premier long-métrage de science-fiction Promotheus (Hunter Prey), présenté au troisième Festival du film d'affaire (Southern California Business Film Festival) à l'Université de Californie du Sud en février 2010.

## Filmographie
| Année | Titre français                                    | Titre original (si différent)                | En tant que | En tant que | En tant que | En tant que     | En tant que          | En tant que     | En tant que    | En tant que | Note                       |
| Année | Titre français                                    | Titre original (si différent)                | Réalisateur | Producteur  | Scénariste  | Effets spéciaux | Directeur artistique | Chef décorateur | Chef costumier | Acteur      | Note                       |
| ----- | ------------------------------------------------- | -------------------------------------------- | ----------- | ----------- | ----------- | --------------- | -------------------- | --------------- | -------------- | ----------- | -------------------------- |
| 1989  | Leviathan                                         |                                              |             |             |             | ✔️              |                      |                 |                |             | Non crédité                |
| 1989  | Abyss                                             | The Abyss                                    |             |             |             | ✔️              |                      |                 |                |             | Non crédité                |
| 1989  | Freddy 5 : L'Enfant du cauchemar                  | A Nightmare on Elm Street 5: The Dream Child |             |             |             | ✔️              |                      |                 |                |             | Non crédité                |
| 1989  |                                                   | Little Monsters                              |             |             |             | ✔️              |                      |                 |                |             | Non crédité                |
| 1990  |                                                   | Spaced Invaders                              |             |             |             | ✔️              |                      |                 |                |             | Crédité sous Sandy Collara |
| 1990  | Predator 2                                        |                                              |             |             |             | ✔️              |                      |                 |                |             | Non crédité                |
| 1994  |                                                   | Guyver: Dark Hero                            |             |             |             | ✔️              |                      |                 |                |             |                            |
| 1994  | The Crow                                          |                                              |             |             |             | ✔️              |                      |                 |                |             | Non crédité                |
| 1996  | The Arrival                                       |                                              |             |             |             | ✔️              |                      |                 |                |             |                            |
| 1997  | Men in Black                                      |                                              |             |             |             | ✔️              |                      |                 |                |             | Non crédité                |
| 1999  | Dogma                                             |                                              |             |             |             | ✔️              |                      |                 |                |             |                            |
| 2000  |                                                   | Solomon Bernstein's Bathroom                 | ✔️          |             | ✔️          | ✔️              |                      |                 |                |             | Court-métrage              |
| 2002  |                                                   | Archangel                                    | ✔️          |             | ✔️          |                 |                      |                 |                |             | Court-métrage              |
| 2003  | Batman: Dead End                                  |                                              | ✔️          | ✔️          | ✔️          | ✔️              | ✔️                   | ✔️              | ✔️             |             | Court-métrage              |
| 2004  | World's Finest                                    |                                              | ✔️          | ✔️          | ✔️          |                 |                      |                 | ✔️             |             | Court-métrage              |
| 2010  | Promotheus                                        | Hunter Prey                                  | ✔️          | ✔️          | ✔️          |                 | ✔️                   | ✔️              |                | ✔️          | Premier long-métrage       |
| 2013  | Catskill Park                                     |                                              |             |             |             | ✔️              |                      |                 |                |             |                            |
| 2017  | Shallow Water                                     |                                              | ✔️          | ✔️          | ✔️          |                 |                      |                 |                |             |                            |
| 2018  | The Delray Misunderstood: The Legend of Big Lenny |                                              | ✔️          | ✔️          |             |                 |                      |                 |                |             |                            |

Clip musical
- 2005 : Once Beautiful de The Last Dance (en)